# 浮田 (大阪市)
浮田（うきだ）は、大阪府大阪市北区にある町名。現行行政地名は浮田一丁目および浮田二丁目。

## 地理
大阪市北区の東部に位置。東は浪花町と天神橋筋を挟んで天神橋6丁目、西は中崎、南は黒崎町、北は本庄東と接する。
地内の中央を都島通（大阪市道大阪環状線）が東西に通り、都島通より南側が一丁目、北側が二丁目となっている。東北端には地下鉄谷町線の天神橋筋六丁目駅がある。浮田は中崎町駅と天神橋筋六丁目駅の中間部にあり、都島通を中心に商業地として発展している。

## 世帯数と人口
2019年（平成31年）3月31日現在の世帯数と人口は以下の通りである。
| 丁目       | 世帯数  | 人口    |
| ---------- | ------- | ------- |
| 浮田一丁目 | 387世帯 | 638人   |
| 浮田二丁目 | 423世帯 | 598人   |
| 計         | 810世帯 | 1,236人 |

### 人口の変遷
国勢調査による人口の推移。
| 1995年（平成7年）  | 1,075人 | [ 6 ]  |  |
| 2000年（平成12年） | 1,232人 | [ 7 ]  |  |
| 2005年（平成17年） | 1,400人 | [ 8 ]  |  |
| 2010年（平成22年） | 1,442人 | [ 9 ]  |  |
| 2015年（平成27年） | 1,347人 | [ 10 ] |  |

### 世帯数の変遷
国勢調査による世帯数の推移。
| 1995年（平成7年）  | 522世帯 | [ 6 ]  |  |
| 2000年（平成12年） | 658世帯 | [ 7 ]  |  |
| 2005年（平成17年） | 785世帯 | [ 8 ]  |  |
| 2010年（平成22年） | 877世帯 | [ 9 ]  |  |
| 2015年（平成27年） | 817世帯 | [ 10 ] |  |

## 学区
市立小・中学校に通う場合、学区は以下の通りとなる。北区内の全ての市立中学校と、大阪市内の小中一貫校が対象で学校選択が可能（抽選を実施）。
| 丁目       | 番   | 小学校             | 中学校             |
| ---------- | ---- | ------------------ | ------------------ |
| 浮田一丁目 | 全域 | 大阪市立扇町小学校 | 大阪市立天満中学校 |
| 浮田二丁目 | 全域 | 大阪市立扇町小学校 | 大阪市立天満中学校 |

## 事業所
2016年（平成28年）現在の経済センサス調査による事業所数と従業員数は以下の通りである。
| 丁目       | 事業所数  | 従業員数 |
| ---------- | --------- | -------- |
| 浮田一丁目 | 61事業所  | 231人    |
| 浮田二丁目 | 40事業所  | 680人    |
| 計         | 101事業所 | 911人    |

## 施設

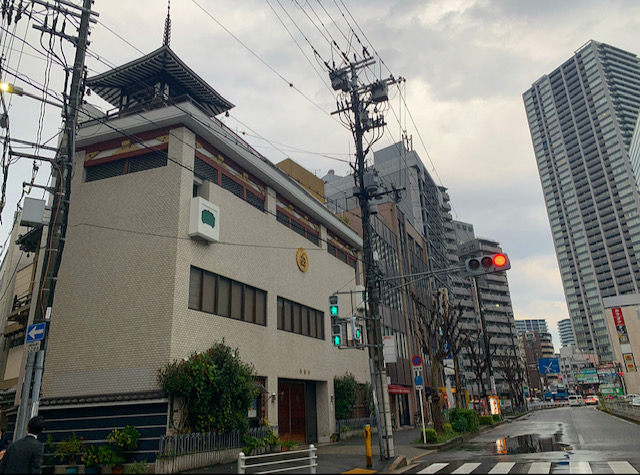
佛照寺と都島通

- アジアプレス・インターナショナル本社
- ラジオアクセスフォーラム本部
- 行岡病院
- 佛照寺 - 浄土真宗本願寺派

### かつて存在した施設
- 幸松寺

## 交通

### 鉄道
- 地下鉄谷町線「天神橋筋六丁目駅」

### 道路
主要地方道
- 大阪府道・京都府道14号大阪高槻京都線（天神橋筋）
- 大阪市道大阪環状線（都島通）

## その他

### 日本郵便
- 〒530-0021[3]（集配局：大阪北郵便局[13]）